# Arquitetura vernacular

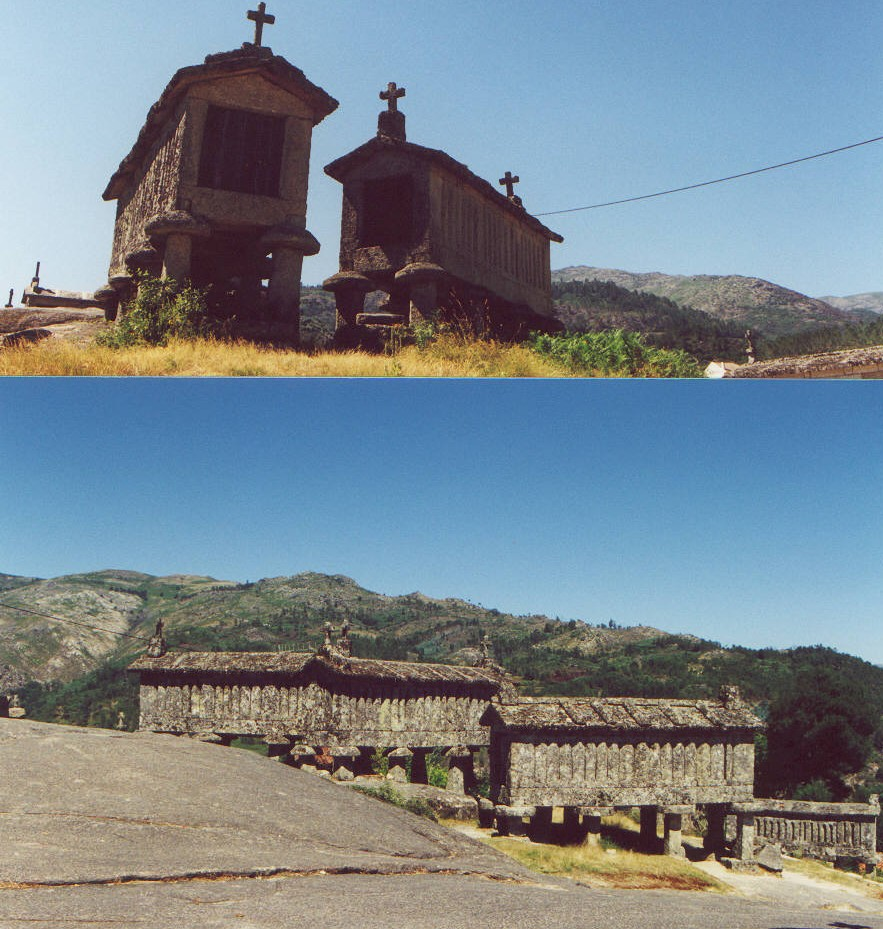
Os celeiros chamados hóreos ou espigueiros são estruturas icônicas da arquitetura vernacular portuguesa.

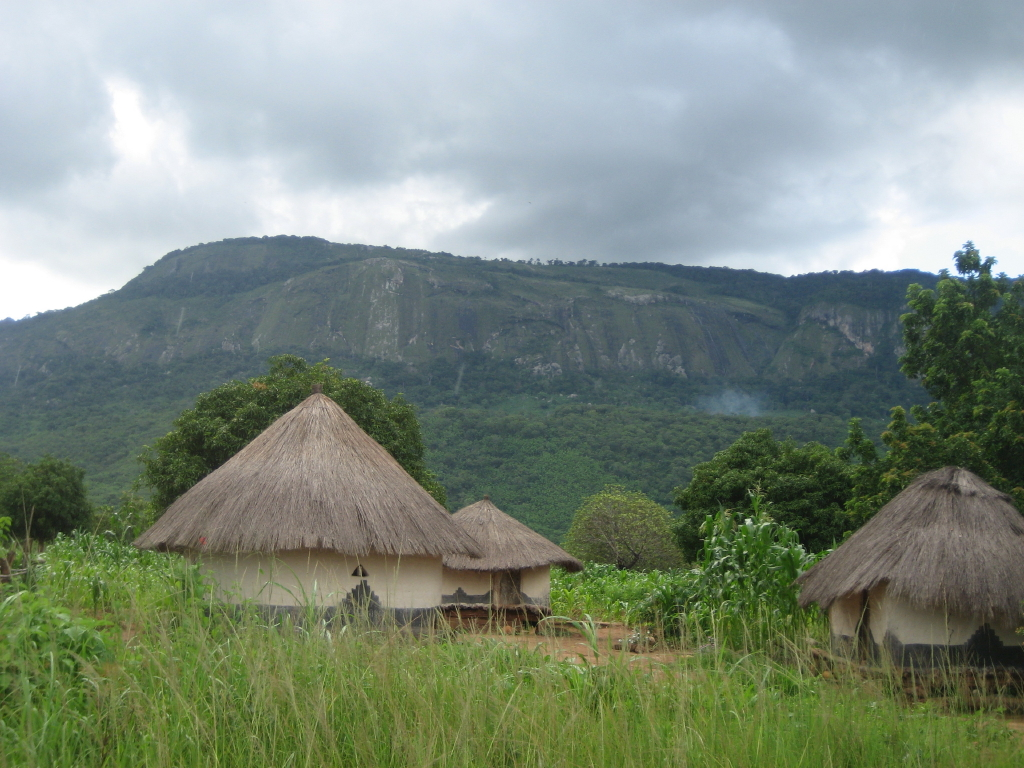
Casas Tradicionais na Tanzania

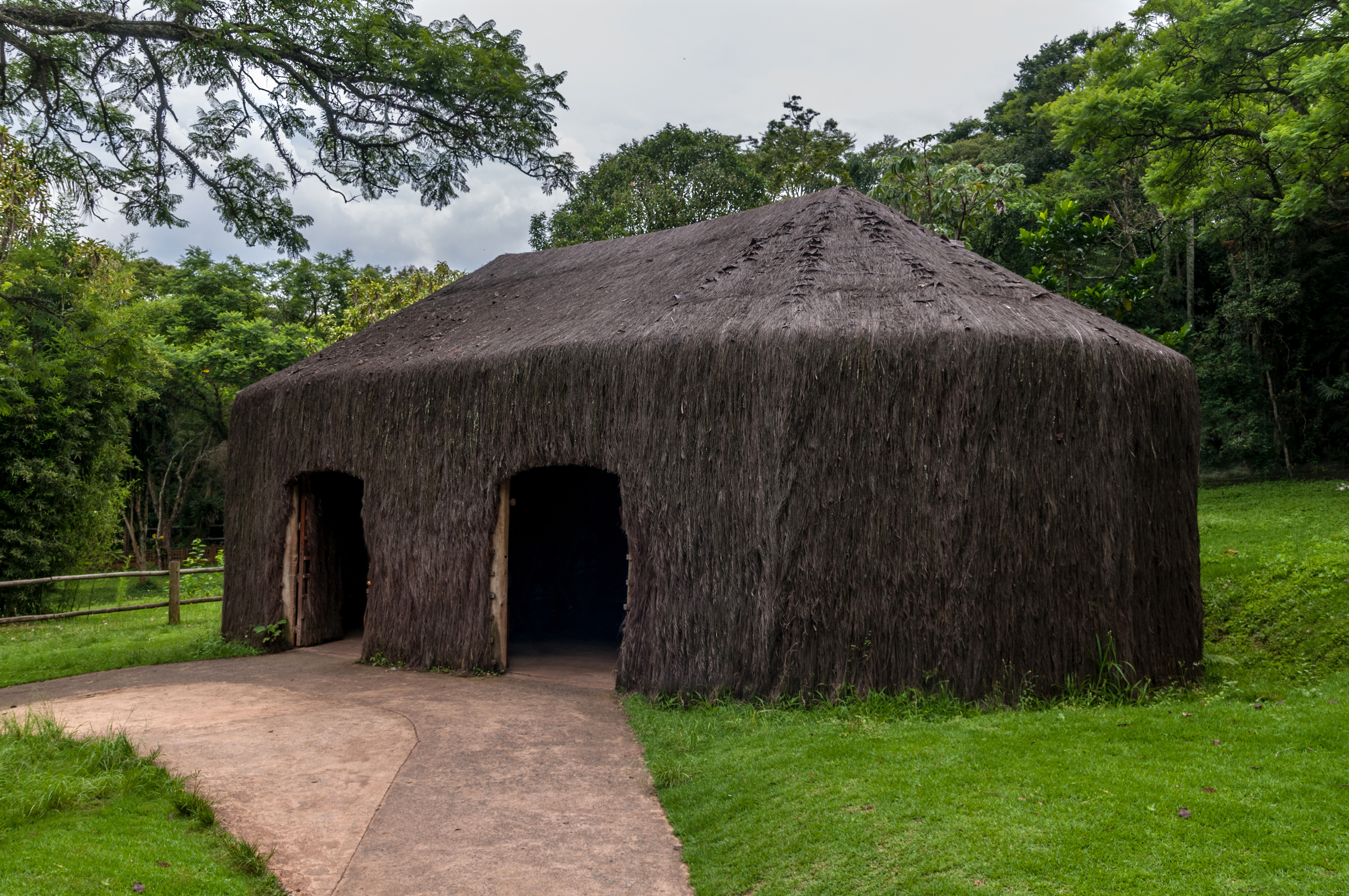
Oca Kamaiurá, Brasil

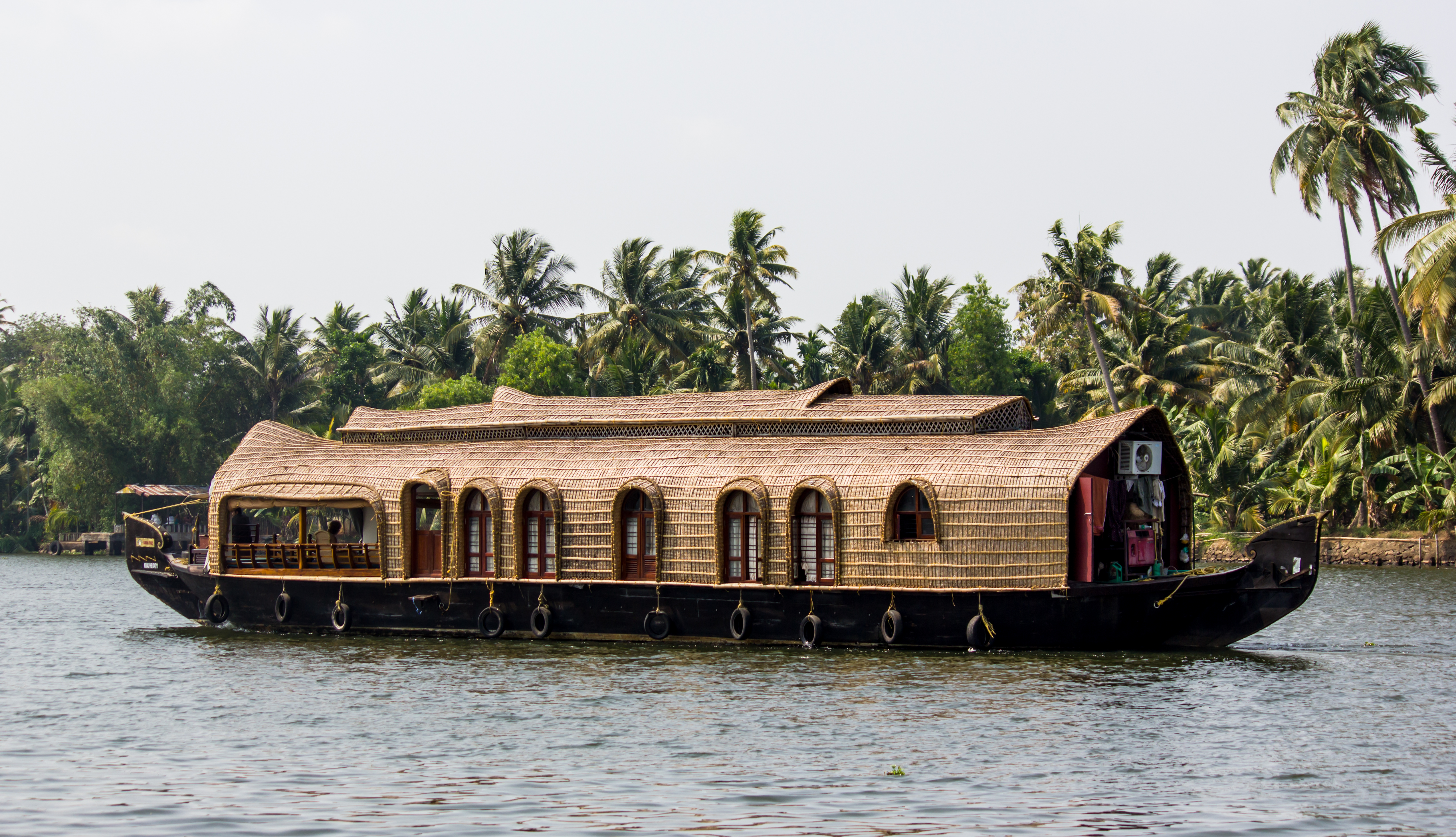
Barco-Casa em Palha de Bamboo, Querala, India

A arquitectura vernacular é a arquitectura caracterizada pelo uso de materiais e conhecimentos locais, geralmente sem a supervisão de arquitectos profissionais. A arquitetura vernacular representa a maioria dos edifícios e assentamentos criados nas sociedades pré-industriais e inclui uma gama muito ampla de edifícios, tradições construtivas e métodos de construção. Os edifícios vernaculares são tipicamente simples e práticos, sejam casas residenciais ou construídas para outros fins.
Embora englobe 95% do ambiente construído do mundo, a arquitetura vernacular tende a ser negligenciada nas histórias tradicionais de design. Não é um estilo específico, portanto não pode ser destilado em uma série de padrões, materiais ou elementos fáceis de digerir. Devido ao uso de métodos tradicionais de construção e construtores locais, edifícios vernaculares são considerados parte de uma cultura regional.
A arquitetura vernacular pode ser contrastada com a arquitetura de elite e educada, que se caracteriza por elementos estilísticos de design intencionalmente incorporados para fins estéticos que vão além das exigências funcionais de um edifício. Este artigo também cobre o termo arquitectura tradicional, que existe algures entre os dois extremos, mas que ainda se baseia em temas autênticos.
A cidade brasileira de Ouro Preto é um exemplo desse tipo de arquitetura[carece de fontes?], uma vez que foi erguida aproveitando as pedras de sua região. Em outros locais ou regiões, ao longo da história, foram empregadas, também por exemplo, a madeira, as taipas de mão e de pilão, e o adobe, que aproveitam os recursos do próprio terreno para erguer as edificações.

## Etimologia

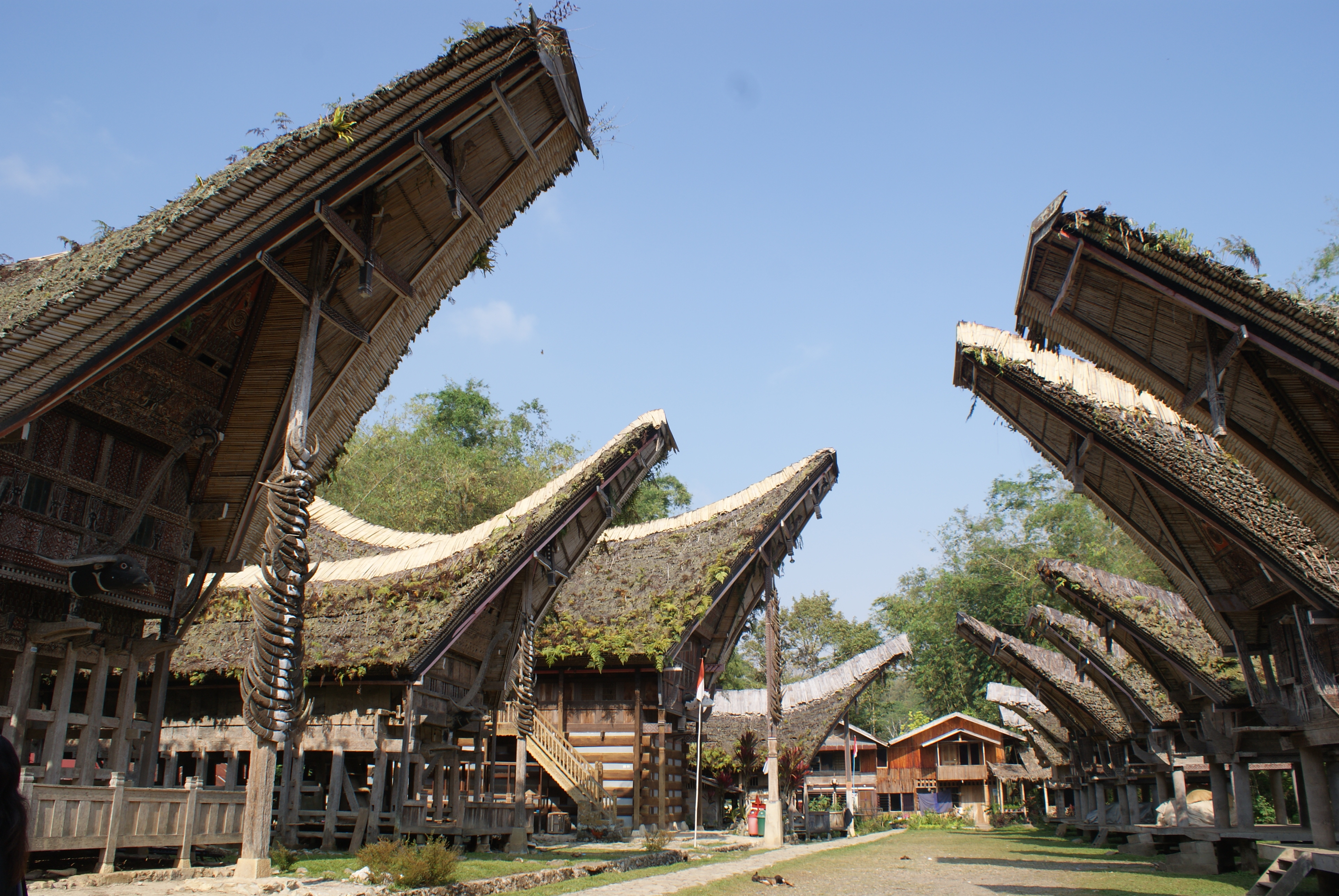
Aldeia de Tongkonans, do povo Toraja, Celebes, Indonesia

O termo "vernacular" deriva do latim vernaculus, que significa doméstico, nativo, indígena. Surgiu a partir da palavra "verna", que significa "escravo nativo" ou "escravo nascido em casa". A palavra deriva provavelmente de um antigo vocábulo etrusco. Em arquitetura, refere-se a um tipo de arquitetura indígena própria de uma época ou local específicos (não importada ou transcrita de qualquer outro local). É mais frequentemente aplicada a edifícios residenciais.

## O Vernacular e o Arquitecto

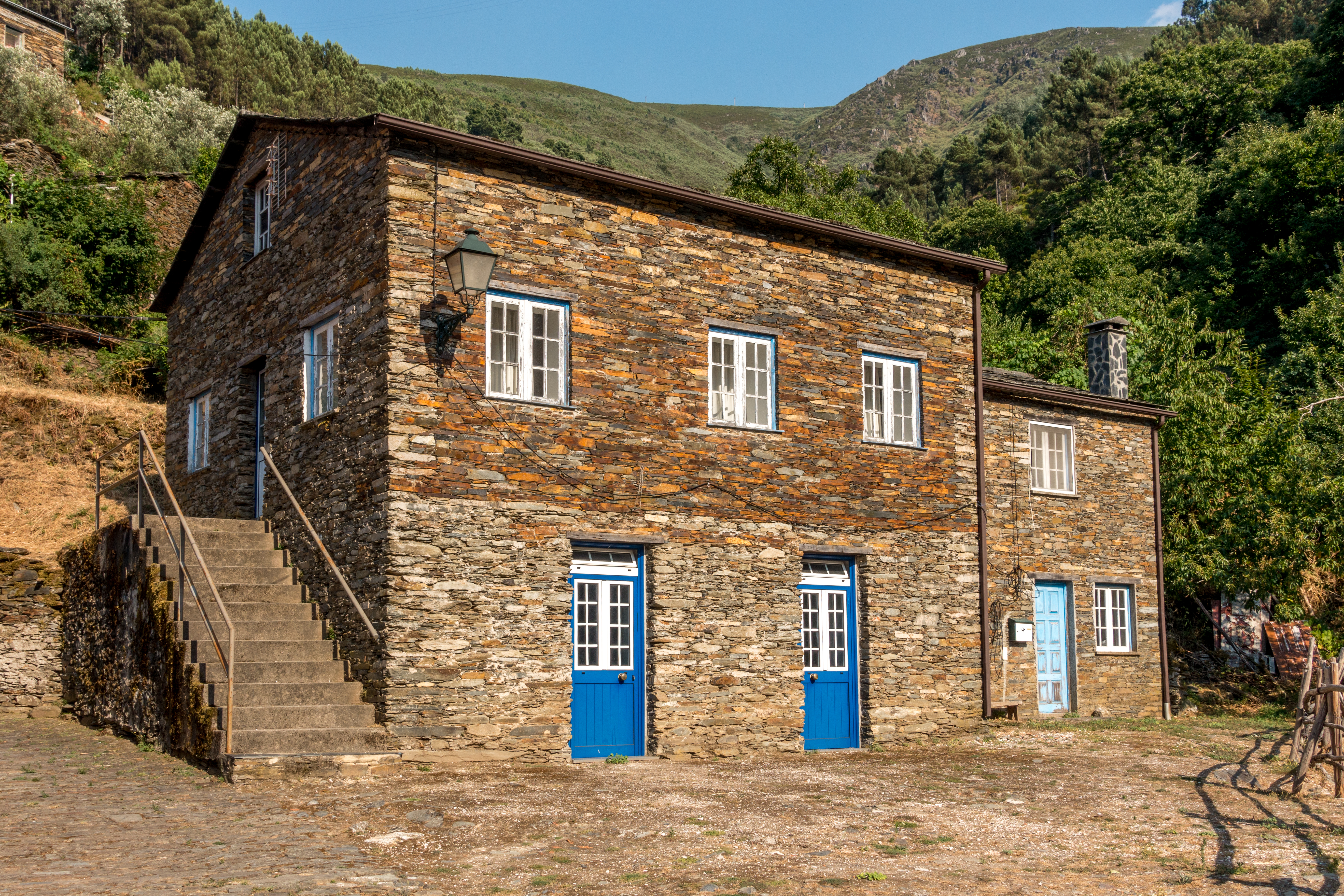
Casa de Xisto, Serra da Lousa, Portugal

A arquitetura projetada por arquitetos profissionais não é normalmente considerada vernácula. De facto, pode-se até argumentar que o próprio processo de projectar conscientemente um edifício torna-o não vernáculo. Paul Oliver no seu livro Dwellings oferece a seguinte simples definição de arquitetura vernacular: "a arquitectura do povo, e pelo povo, mas não para o povo."
Frank Lloyd Wright descreve a arquitetura vernacular como "o edifício popular crescendo em resposta às necessidades reais, encaixado no ambiente por pessoas que não sabiam melhor do que encaixá-lo com sentimento nativo", sugerindo que é uma forma primitiva de design, sem pensamento inteligente, mas ele também afirma que "para nós mais vale a pena o seu estudo do que todas as tentativas acadêmicas altamente autoconscientes de beleza na Europa".
Em 1964, a exposição Arquitetura sem Arquitetos foi apresentada no Museu de Arte Moderna de Nova York por Bernard Rudofsky. Acompanhada por um livro com o mesmo título, incluindo fotografias a preto e branco de edifícios vernáculos em todo o mundo, a exposição foi extremamente popular. Foi Rudofsky quem primeiro fez uso do termo vernáculo num contexto arquitetônico, e trouxe o conceito aos olhos do público e da arquitetura convencional: "Por falta de um rótulo genérico chamar-lhe-emos vernacular, anónimo, espontâneo, indígena, rural, conforme o caso". No entanto, o leque de estudos sobre arquitectura vernacular desde a publicação do livro sugere que a caracterização de Rudofsky era limitada e problemática; de facto, muitas vezes a arquitectura vernacular não é anónima e é concebida de forma muito intencional, aprendida através de gerações de prática e baseada na disponibilidade de materiais particulares e profundamente afectada pelo clima (e, portanto, não "espontânea").
Depois do surgimento do termo na década de 1970, as considerações vernaculares têm desempenhado um papel cada vez maior nos projetos arquitetônicos, embora cada arquiteto tirar mensagens muito diferentes sobre os méritos da arquitetura vernácula.